# Goran Ogurlić
Goran Ogurlić  (Rijeka,  18. listopada 1969.) hrvatski je novinar, glavni urednik Jutarnjeg lista.

## Životopis
Goran Ogurlić je u novinarstvu od kasnih osamdesetih godina 20. stoljeća. Potkraj osamdesetih bio je glavni urednik riječkog Vala. U RiTelefax, prvi privatni dnevni list u Hrvatskoj, prešao je 1990. kao pomoćnik glavnog urednika. Sudjelovao je u pokretanju nekoliko lokalnih novina, koje je i uređivao.
Bio je glavni urednik tjednika Kronika (1994.) pa pomoćnik glavnog urednika primorsko-goranskog Dnevnika (1996.). Uređivao je i neka revijalna izdanja Novog lista (Tribina, Feniks). Surađivao je u Novom listu, Slobodnoj Dalmaciji, Globusu i Nedjeljnoj Dalmaciji.
Bio je u ekipi koja je pokrenula Jutarnji list 1998. te je od prvoga broja bio urednik deska, a od 2001. i pomoćnik glavnoga urednika.
Glavni urednik Večernjeg lista bio je 2006. – 2015.
Glavnim urednikom Jutarnjeg lista imenovan je 2015. Redakcija Jutarnjeg lista je, u skladu sa svojim Statutom, potvrdila njegov izbor s 93 glasa za, 3 protiv i jednim nevažećim listićem. Po isteku četverogodišnjeg mandata ponovo je imenovan 2019., te ga je redakcija ponovo potvrdila sa 102 glasa za i 7 protiv
Goran Ogurlić je bio sudionik Domovinskog rata od 1992. do 1994. te Oluje 1995.